# مرتضی سپه‌وند
مرتضی سپه‌وند (زاده ۱۳۵۸، خرم‌آباد) بوکسور ایرانی است که در وزن ۶۴ کیلوگرم در المپیک تابستانی پکن شرکت کرد. وی اولین بوکسور ایرانی است که توانست از طریق موفقیت در مسابقات جهانی، جواز شرکت در المپیک را کسب کند. مرتضی سپه‌وند هم‌اکنون نائب رئیس هیئت بوکس استان لرستان است.

## زندگی
وی در ۱۲ سالگی بوکس را زیر نظر ایرج ملک حسین پور آغاز کرد. البته با برادرش، رحیم سپهوند نیز کار می‌کرد.

## حمله اشرار به او
در تیر ماه 99 در یکی از محله های خرم آباد اشرار با چاقو و قمه به او حمله کردند و عصب های صورت او را پاره کردند و شرایط سختی برایش پیش آوردند.

### اخراج از شغل
مرتضی سپه‌وند در کنار ورزش حرفه‌ای در شرکت ملی نفت ایران مشغول به کار بود اما به دلیل حضور در تمرینات تیم ملی و به گفته مسئولین عدم حضور در محل کار اخراج گردید. در پی اخراج این ورزشکار و اعتراضات رئیس وقت سازمان تربیت بدنی و فدراسیون بوکس ایران، اکنون وی به عنوان نگهبان در شرکت ملی نفت ایران مشغول به کار است.